# Gaston Pierre de Lévis-Mirepoix
Pour les articles homonymes, voir Lévis et Mirepoix.
Gaston-Pierre-Charles de Lévis-Lomagne, marquis puis duc de Mirepoix, comte de Terride, vicomte de Gimois, « maréchal de la Foi », est un aristocrate et militaire français né à Belleville dans le diocèse de Toul en Lorraine le 2 décembre 1699 et mort le 24 septembre 1757 à Montpellier.
Il est fait maréchal de France en 1757, sous le règne de Louis XV.

## Biographie

### Origines et famille
Gaston Pierre Charles de Lévis descend de la maison de Lévis, une ancienne famille noble des Yvelines, du village de Lévis dans le Hurepoix dont l'origine remonte au XIIe siècle. Installée dans le Languedoc du temps de la croisade contre les Albigeois.
Il est le fils unique de Pierre-Louis de Levis de Lomagne, comte de Terrides, puis marquis de Mirepoix, « maréchal de la Foi » et d'Anne-Gabrielle Olivier, sa femme.
Son cousin, François Gaston de Lévis se distingue pendant la guerre de Sept Ans en Nouvelle-France lors de la bataille de Sainte-Foy et sera fait, comme lui, maréchal de France.

### Carrière militaire et diplomatique
Ayant perdu son père à l'âge de deux ans, le 10 juin 1702, sa mère à huit ans, il se retrouve orphelin très jeune.
En 1715, à l'âge de seize ans, il entre dans le corps des mousquetaires du Roi, et à dix-neuf ans il obtient le grade de colonel du régiment de Saintonge Infanterie, 6 mars 1719, puis du régiment de La Marine Infanterie le 10 mars 1734 et le 1er août de la même année, il est promu brigadier.

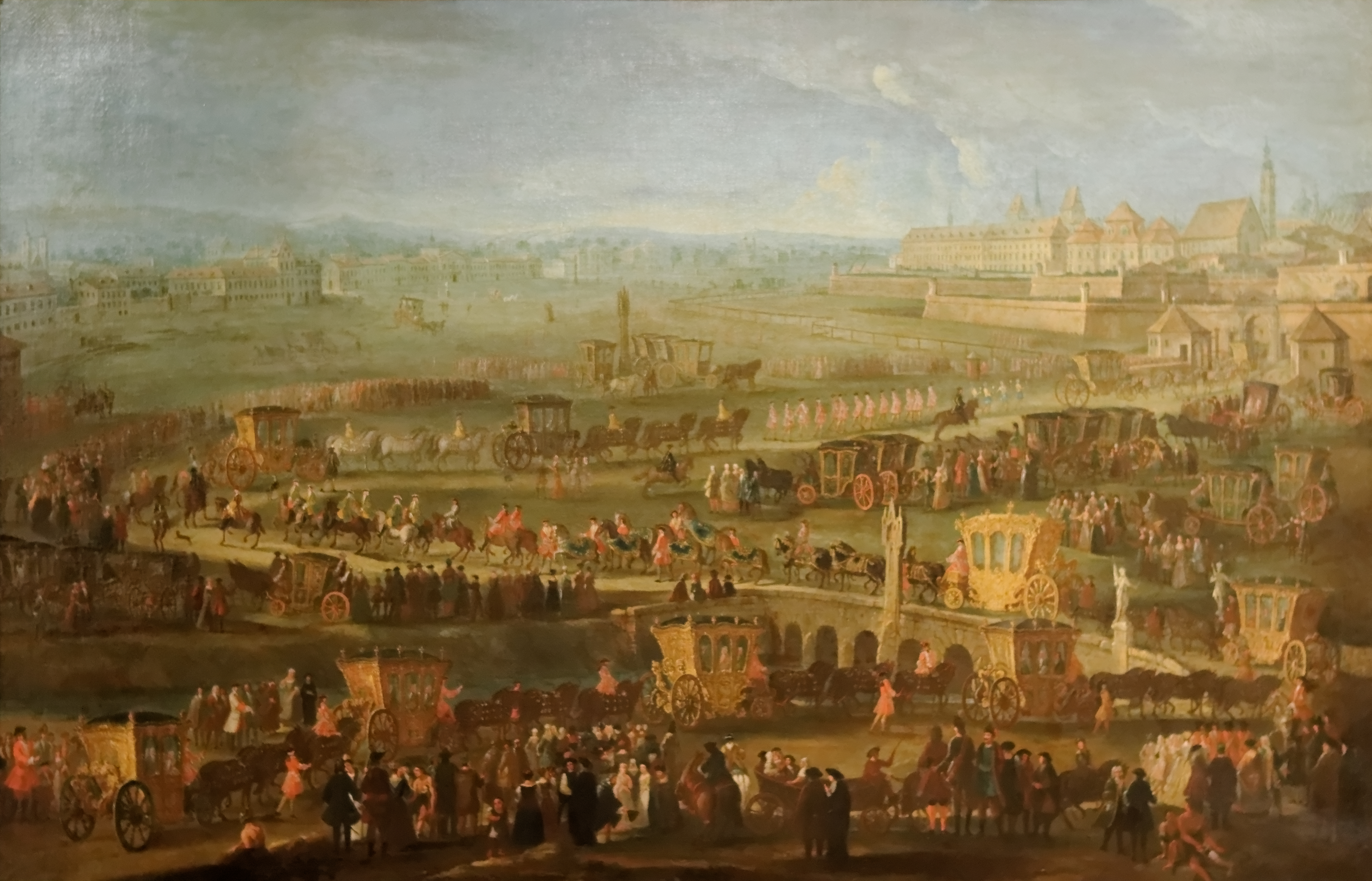
Entrée du Marquis de Mirepoix dans Vienne, le 12 octobre 1738. Le tableau montre le cortège provenant du Scharzenberg Palace en direction d’une des portes de la ville (Kärntnertor).

En 1735, à l’occasion des négociations pour le traité de paix entre la France et l’Autriche, il a été décidé d’échanger des ambassadeurs. Mirepoix est nommé ambassadeur de France puis ministre plénipotentiaire à Vienne auprès de l’empereur. Le 12 octobre, soit quelques jours avant la signature du traité de paix, il entre dans la ville avec un cortège de 64 carrosses. Mirepoix assure, par les remarquables transactions qu’il mène, la possession de la Lorraine à la France (18 novembre 1738). La province sera offerte à Stanislas Leszczyński, ancien roi de Pologne et beau-père de Louis XV. Ceci lui vaudra de recevoir le cordon du Saint-Esprit, reçu le 2 février 1741.
Il rentre en France où le roi le nomme maréchal de camp le 1er mars 1738. Pendant la guerre de Succession d'Autriche, il est de tous les combats, il marchera sur la Bohême en 1742, on le trouve à Lauffeld au côté du maréchal de Saxe, il participe à la victoire de Mont Alban où son attitude lui vaut le titre de lieutenant-général en 1744. Il combat en Provence, dans le comté de Nice et en Italie en 1746. Nommé gouverneur de Brouage en 1747, il devient ensuite ambassadeur extraordinaire à Londres entre 1749 et 1755 où il tente vainement de négocier avec le cabinet britannique pour éviter un affrontement des deux monarchies en Nouvelle-France. 
Un épisode pittoresque se produisit lors de la guerre contre le Piémont : au cours d’une promenade à cheval avec son neveu Lévis-Ajac, il tombe nez à nez avec un bataillon de Piémontais. Ceux-ci, loin de penser que deux officiers généraux sont seuls et présumant la présence de troupes derrière eux, se rendent aux deux hommes qui ramènent leurs prisonniers au camp français. Il s’empare de Fréjus et oblige les Piémontais à repasser le Var.
Il est nommé duc de Mirepoix le 25 septembre 1751, tant pour ses talents militaires que pour ses capacités de diplomate. Nommé lieutenant-général et gouverneur des Pays de Vivarais et Velay, du diocèse d'Uzès et de la province du Languedoc en 1755, il est fait maréchal de France le 24 février 1757 par Louis XV.
Il meurt le 24 septembre 1757 à Montpellier. Il avait par testament exclu les filles des branches collatérales, ce qui interdisait aux autres Lévis d’accéder au duché à moins de se marier avec une Lévis-Mirepoix.

### Mariages et descendance
Il épouse en 1733 Anne-Gabrielle-Henriette Bernard de Rieux, fille de Gabriel Bernard, comte de Rieux, président au Parlement de Paris, et de Suzanne Marie Henriette de Boulainvilliers, sa seconde épouse. Elle est la petite-fille du financier Samuel Bernard et de l'historien et écrivain Henri de Boulainvilliers. Elle meurt en couches à quinze ans et demi, le 31 décembre 1736. 
En 1739, il se remarie avec Anne-Marguerite-Gabrielle de Beauveau-Craon (née en 1707), veuve de Jacques-Henri de Lorraine, prince de Lexing , fille de Marc de Beauvau prince de Craon, Grand d'Espagne, et d'Anne Marguerite de Ligniville.
La maréchale de Mirepoix fréquente assidûment la Cour. Par la position élevée de son mari, elle mène grand train, tient table ouverte. Son cuisinier inventera une préparation à base de légumes émincés et d'épices, encore désignée sous le nom de mirepoix. 
Il ne laisse pas d'enfant de ces deux unions .

## Pour approfondir